# Шавельскис, Марюс
Марюс Шавельскис (лит. Marius Šavelskis; род. 30 июля 1994, Друскининкай) — литовский легкоатлет, специалист по спортивной ходьбе. Выступал за сборную Литвы по лёгкой атлетике в 2010—2017 годах, участник ряда крупных международных соревнований, в том числе летних Олимпийских игр в Рио-де-Жанейро.

## Биография
Марюс Шавельскис родился 30 июля 1994 года в городе Друскининкай, Литва.
Занимался ходьбой в клубах «Вильтис» и «Друскининкай», проходил подготовку под руководством тренеров К. Езепцикаса и В. Казлаускаса.
Впервые заявил о себе в лёгкой атлетике на международной арене в сезоне 2010 года, когда вошёл в состав литовской национальной сборной и принял участие в юношеских Олимпийских играх в Сингапуре — стартовал здесь в ходьбе на 10 км, но в ходе прохождения дистанции был дисквалифицирован.
В 2011 году финишировал двенадцатым в ходьбе на 10 000 метров на чемпионате мира среди юношей в Лилле.
В 2012 году на десяти тысячах метрах показал пятнадцатый результат на юниорском мировом первенстве в Барселоне.
В 2014 году был семнадцатым в ходьбе на 20 км на взрослом чемпионате Европы в Цюрихе.
В 2015 году стартовал в 20-километровой дисциплине на молодёжном европейском первенстве в Таллине и на взрослом чемпионате мира в Пекине — в первом случае сошёл с дистанции, во втором случае был дисквалифицирован. На соревнованиях в швейцарском Лугано показал лучшее своё время в данной дисциплине (1:23:52).
В 2016 году отметился выступлением на командном чемпионате мира по спортивной ходьбе в Риме, где занял 65 место с результатом 1:26:02. Выполнив олимпийский квалификационный норматив 1:24:00, удостоился права защищать честь страны на летних Олимпийских играх 2016 года в Рио-де-Жанейро — в программе ходьбы на 20 км показал время 1:29:26 и занял итоговое 59 место.
После Олимпиады в Рио Шавельскис ещё в течение некоторого времени оставался в составе литовской национальной сборной и продолжал принимать участие в крупнейших международных соревнованиях. Так, в 2017 году, будучи студентом Литовского спортивного университета, он отправился представлять страну на летней Универсиаде в Тайбэе — стартовал в ходьбе на 20 км, но в ходе прохождения дистанции получил дисквалификацию.